# The Slim Princess

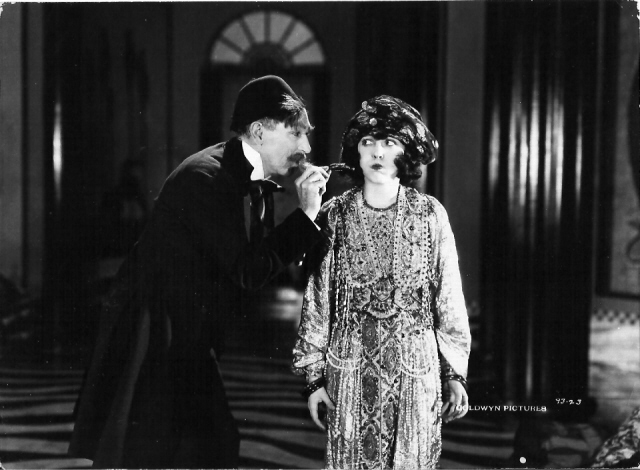
Tully Marshall e Mabel Normand

The Slim Princess é um filme de comédia e drama norte-americano de 1920, estrelado por Mabel Normand, dirigido por Victor L. Schertzinger, produzido por Samuel Goldwyn e escrito por Gerald C. Duffy, baseado na história de George Ade. A imagem é uma produção de Goldwyn Pictures Corporation com um elenco de apoio com Hugh Thompson, Tully Marshall, Russ Powell, Lillian Sylvester e Harry Lorraine.
O enredo do filme gira em torno de uma farsa princesa considerada muito magra para um país fictício, livremente baseado na Turquia, em que as mulheres obesas são valorizadas.

## Versão original
A produção é uma refilmagem de um filme de 1915 do mesmo nome, no qual foi estrelado por Francis X. Bushman e Wallace Beery.

## Elenco
- Mabel Normand ... Princesa Kalora
- Hugh Thompson ... Pike
- Tully Marshall ... Papova
- Russ Powell ... Governador-geral
- Lillian Sylvester ... Jeneka
- Harry Lorraine ... Detetive
- Pomeroy Cannon ... Conselheiro